# Hàng không năm 2008
Đây là danh sách các sự kiện hàng không nổi bật xảy ra trong năm 2008:

## Chuyến bay đầu tiên

### Các chuyến bay đầu tiên theo kế hoạch
- Sukhoi Superjet 100 thực hiện chuyến bay đầu tiên vào tháng 2 năm 2008.
- Boeing 787 thực hiện chuyến bay đầu tiên chậm 6 tháng đến quý hai năm 2008, lúc đầu nó được hy vọng là sẽ giao hàng vào đầu năm 2009.[1][2][3]
- Airbus A400M thực hiện chuyến bay đầu tiên theo lịch trình vào tháng 6 - 2008.  Chuyến bay thử nghiệm sẽ bắt đầu vào mùa xuân năm 2008.[4]
- Boeing 747-8 sẽ thử nghiệm vào quý 4 năm 2008.[5]